# Finnshalspiggen
De Finnshalspiggen is een berg behorende bij de gemeente Lom in de provincie Oppland in Noorwegen. De berg, gelegen in Nationaal park Jotunheimen, heeft een hoogte van 1800 meter.
De Finnshalspiggen is onderdeel van het gebergte Jotunheimen.